# Fowleria isostigma
Fowleria isostigma är en fiskart som först beskrevs av Jordan och Seale, 1906.  Fowleria isostigma ingår i släktet Fowleria och familjen Apogonidae. Inga underarter finns listade i Catalogue of Life.